# Naranammalpuram
Naranammalpuram is een panchayatdorp in het district Tirunelveli van de Indiase staat Tamil Nadu. 

## Demografie
Volgens de Indiase volkstelling van 2001 wonen er 15.238 mensen in Naranammalpuram, waarvan 50% mannelijk en 50% vrouwelijk is. De plaats heeft een alfabetiseringsgraad van 74%. 